# Nazyan (huyện)
Nazyan là một huyện thuộc tỉnh Nangarhar, Afghanistan. Dân số thời điểm năm 1999 là 7,985 người.